# Lithostege pseudosacraria
Lithostege pseudosacraria är en fjärilsart som beskrevs av Koschabek 1939. Lithostege pseudosacraria ingår i släktet Lithostege och familjen mätare. Inga underarter finns listade i Catalogue of Life.